# Pont-sur-l'Ognon
Pont-sur-l'Ognon è un comune francese di 61 abitanti situato nel dipartimento dell'Alta Saona nella regione della Borgogna-Franca Contea.

## Società

### Evoluzione demografica
Abitanti censiti